# Knautschlackleder
Knautschlackleder, kurz auch nur Knautschlack, ist Nappaleder mit einer besonderen Oberflächenbehandlung, das optisch Kunstleder ähnelt.

## Herstellung
Das Leder wird lackiert, bzw. mit Synthetik überzogen und dann gekrispelt, sprich mit zwei Walzen, mit hohem Zug an einer scharfen Kante (Krispelblech) entlanggezogen, um dadurch die Maserung und Narbung des Leders hervorzuheben. Das Leder verliert dadurch seine natürliche Steifigkeit und lässt sich bequemer und lässiger tragen („Knautsch-Look“). Knautschlack kam Ende der 1960er in Mode und war hauptsächlich in den 1970er Jahren sehr modern.